# Marcus Iunius Homullus
Marcus Iunius Homullus war ein Senator und Politiker der römischen Kaiserzeit und Freund des Kaisers Trajan.
Die Herkunft und frühe Laufbahn des Marcus Iunius Homullus sind nicht überliefert. Durch ein Militärdiplom, das auf den 19. November 102 datiert ist, ist belegt, dass er 102 zusammen mit Lucius Antonius Albus Suffektkonsul war; die beiden Konsuln übten ihr Amt vermutlich vom 1. November bis zum Ende des Jahres aus. Von 113 bis 115 war er Statthalter der römischen Provinz Cappadocia-Galatien. Er gehörte dem Freundeskreis des Kaisers Trajan an, der an seiner Stelle 114 Iunius Homullus’ Sohn, der unter Hadrian selbst auch Suffektkonsul und Statthalter von Hispania citerior wurde, zu einer Aussprache mit dem arsakidischen König Parthamasiris von Großarmenien schickte.
Neben seinen staatlichen Ämtern hatte Marcus Iunius Homullus auch das religiöse Amt eines Pontifex inne.